# Michael Arroyo
Michael Antonio Arroyo Mina (Guayaquil, 1987. április 23. –) ecuadori válogatott labdarúgó, aki jelenleg a Club América játékosa.
A válogatott tagjaként részt vett a 2014-es labdarúgó-világbajnokságon és a 2016-os Copa Américán, illetve az U20-as válogatottal a 2007-es Dél-amerikai ifjúsági labdarúgó-bajnokságon.

## Statisztika
| Ecuador  | Ecuador | Ecuador |
| Év       | Mérk.   | Gólok   |
| -------- | ------- | ------- |
| 2010     | 7       | 0       |
| 2011     | 9       | 2       |
| 2012     | 2       | 0       |
| 2013     | 1       | 0       |
| 2014     | 3       | 1       |
| 2015     | 1       | 0       |
| 2016     | 6       | 2       |
| Összesen | 29      | 5       |

## Sikerei, díjai
- Quito
  - Ecuadori bajnok: 2009
- Barcelona 
  - Ecuadori bajnok: 2012
- Club América
  - Mexikói bajnok: 2014 Apertura
  - CONCACAF-bajnokok ligája: 2014–15, 2015–16